# Quercus breviradiata
Quercus breviradiata là một loài thực vật có hoa trong họ Cử. Loài này được (W.C.Cheng) C.C.Huang miêu tả khoa học đầu tiên năm 1992.